# Kinkaku
Kinkaku (japanski: 金閣寺, Kinkaku-ji, "Hram zlatnog paviljona") ili Zlatni paviljon je jedna od najglasovitijih zgrada u Kyotu, Japan. Sagrađen je na rubu ribnjaka okruženog grmljem i drvećem kao zen budistički hram. 
Sagradio ga je šogun Ashikaga Yashimitsu 1397. godine kao središte bajoslovnog vrta priključenog njegovoj palači Kitayama. Nakon Yashimitsuove smrti ta je zgrada postala zen-budistički hram i nazvana je budističkim posmrtnim naslovom svog graditelja Roku-en-ji (鹿苑寺), "Hram rike posvećenog jelena".
Paviljon se sastoji od tri kata, koji imaju prozore što se otvaraju ispod širokih streha. Zbog vedre lakoće konstrukcije, prekrasnog ambijenta i neviđene intimnosti Kinkaku je od svih povijesnih građevina Japancima najdraži.
Nakon požara 1951. godine, ponovno je sagrađen kao savršena kopija. Izmišljena verzija ovog događaja je središnja tema knjige "Hram zlatnog paviljona" Yukia Mishime iz 1956. godine.

## Poveznice
- Japanska umjetnost
- Horyu-ji
- Byodo-in
- Palača Katsura

## Vanjske poveznice
- Kinkaku-ji  Arhivirana inačica izvorne stranice od 28. rujna 2007. (Wayback Machine)
- KINKAKU-JI VIDEO

|  | Zajednički poslužitelj ima još gradiva o temi Kinkaku |